# Jean-Pierre Moueix
Pour les articles homonymes, voir Moueix.
 (juillet 2022).
Si vous disposez d'ouvrages ou d'articles de référence ou si vous connaissez des sites web de qualité traitant du thème abordé ici, merci de compléter l'article en donnant les références utiles à sa vérifiabilité et en les liant à la section « Notes et références ».
Jean-Pierre Moueix, né le 20 août 1913 à Liginiac (Corrèze) et mort le 28 mars 2003  à Libourne (Gironde), est un négociant en vin installé à Bordeaux, fondateur de la société homonyme, les Établissements Jean-Pierre Moueix (en).

## Biographie
Jean-Pierre Moueix était aussi un important collectionneur d'art moderne (Picasso, Bacon, Dufy, etc.).

### Famille
Il est le père de Jean-François Moueix, négociant en vin et de Christian Moueix (en), viticulteur et négociant en vin.

## Domaines viticoles
- Château Magdelaine
- Château Bélair-Monange
- Château Lagrange à Pomerol
- Château Lafleur-Gazin
- Château La Grave à Pomerol
- Château Certan Marzelle
- Château Latour à Pomerol (en)
- Château Providence
- Château Hosanna (en)
- Château La Fleur-Pétrus (en)
- Château Trotanoy (en)

## Œuvres de la collection de J.-P. Moueix
- Triptyque, 1976 de Francis Bacon, vendu en avril 2008.

Achetée à l'origine par Jean-Pierre Moueix en 1977, l'œuvre est acquise, lors d'une vente aux enchères chez Sotheby's New York par le milliardaire russe Roman Abramovitch pour 86,3 M$, atteignant le plus haut prix payé pour une œuvre de l'après-guerre,.
- Untitled (Black, Red over Black on Red), 1964  de Mark Rothko, huile sur toile, tableau acquis en dation[3] par le musée national d'Art moderne à Paris.